# Elecciones estatales de Oaxaca de 1980
Las elecciones estatales de Oaxaca de 1980 se llevaron a cabo el domingo 3 de agosto de 1980, y en ellas se renovaron los siguientes cargos de elección popular en el Estado mexicano de Oaxaca:
- Gobernador de Oaxaca. Titular del Poder Ejecutivo del estado, electo para un periodo de seis años no reelegibles en ningún caso, el candidato electo fue Pedro Vázquez Colmenares
- 146 ayuntamientos. Compuestos por un Presidente Municipal y regidores, electos para un periodo de tres años no reelegibles para el periodo inmediato.
- Diputados al Congreso del Estado. Electos por mayoría relativa en cada uno de los Distritos Electorales.

## Resultados electorales

### Gobernador
| Partido/       | Partido/                               | Candidato      | Candidato                      | Votos   | Porcentaje |
| -------------- | -------------------------------------- | -------------- | ------------------------------ | ------- | ---------- |
|                | Partido Acción Nacional                |                | Luis Castañeda Guzmán          | 22 788  | 4.08       |
|                | Partido Revolucionario Institucional   |                | Pedro Vázquez Colmenares Hecho | 484 603 | 86.67      |
|                | Partido Comunista Mexicano             |                |                                | 10 444  | 1.87       |
|                | Partido Demócrata Mexicano             |                |                                | 8 545   | 1.53       |
|                | Partido Popular Socialista             |                |                                | 18 501  | 3.31       |
|                | Partido Socialista de los Trabajadores |                | Francisco de la Cruz Velasco   | 14 241  | 2.55       |
| Nulos          | Nulos                                  | Nulos          | Nulos                          | 0       | 0.0        |
| No registrados | No registrados                         | No registrados | No registrados                 | 0       | 0.0        |
| Total          | Total                                  | Total          | Total                          | 559 122 | 100.0      |

Fuente: Instituto de Mercadotecnia y Opinión

### Ayuntamientos

#### Ayuntamiento deOaxaca de Juárez
- Agustín Márquez Uribe  Hecho